# Resi Pesendorfer

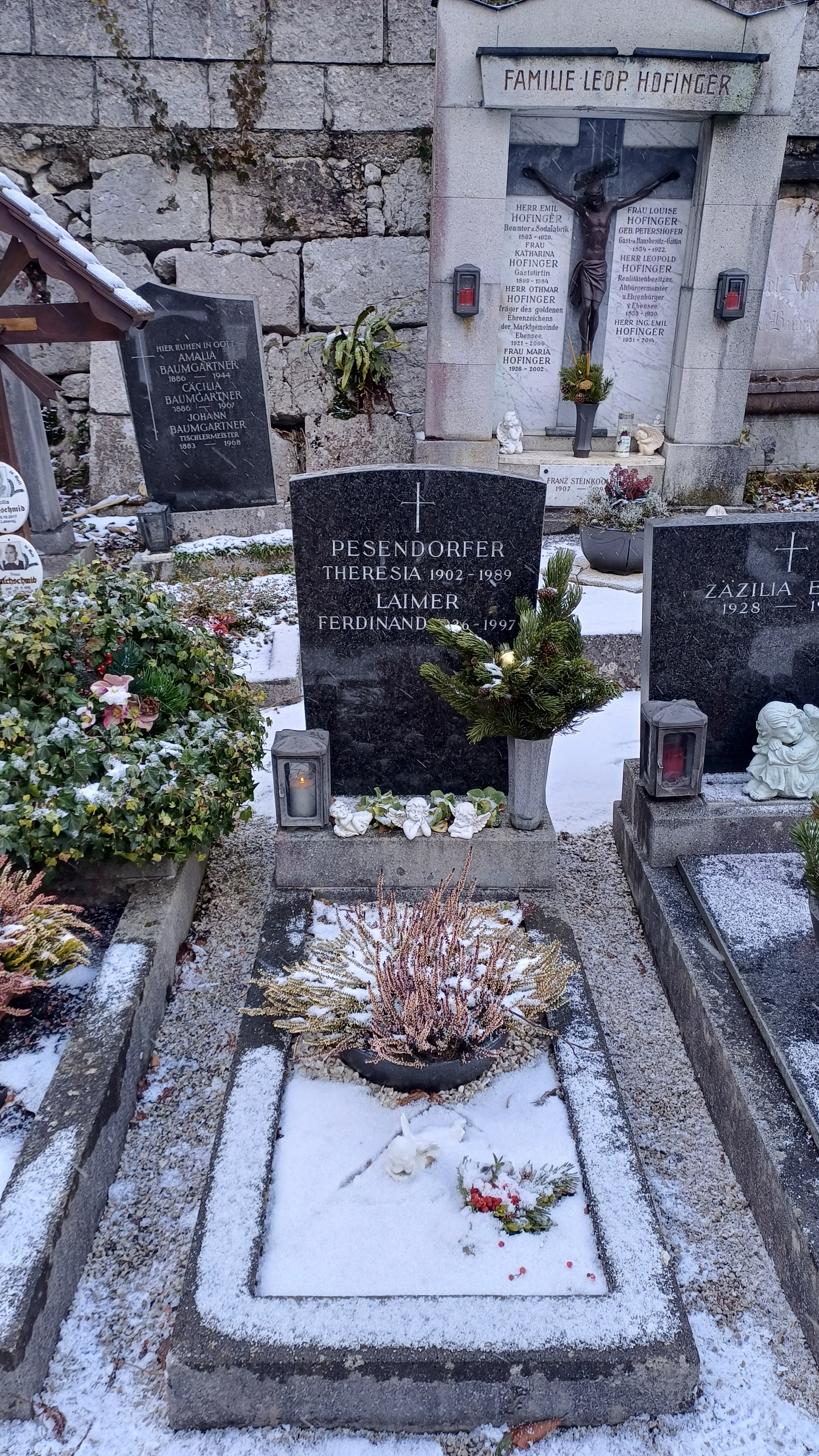
Grabstätte am Friedhof in Ebensee

Resi Pesendorfer (* 21. Juni 1902 als Theresia Laimer in Ischl; † 31. Oktober 1989) war eine österreichische Widerstandskämpferin, zuerst gegen den Austrofaschismus und nach dem Anschluss gegen den Nationalsozialismus, und Organisatorin eines illegalen Frauennetzwerkes im Salzkammergut.

## Jugend
Sie wurde als Kind einer armen Ischler Arbeiterfamilie geboren. Ihr Vater war Salzarbeiter in den Salinen und ihre Mutter starb jung als Resi erst zehn Jahre alt war. Dadurch musste sie schon als Jugendliche bei verschiedenen Bauern arbeiten, um etwas zum knappen Haushaltsgeld beizutragen. Einige Jahre nach dem Tod der Mutter heiratete der Vater wieder, wobei Pesendorfer zu dieser zweiten Frau zeitlebens ein distanziertes Verhältnis hatte.
Schon in den 1920er-Jahren war sie politisch aktiv und stand den Sozialdemokraten nahe. 1926 heiratete sie Ferdinand Pesendorfer, mit dem sie kurze Zeit darauf einen Sohn bekam. Nach den Ereignissen im Februar 1934, bei denen es auch im Salzkammergut zu Streiks und bewaffneten Kämpfen zwischen dem Republikanischen Schutzbund und dem Bundesheer gekommen war, schloss sie sich gemeinsam mit ihrem Mann den Kommunisten an und wurde 1935 Mitglied der verbotenen KPÖ.

## Organisatorin des Widerstands
1937 gründete sie in Bad Ischl und Umgebung eine illegale Frauengruppe und organisierte den Widerstand gegen den Austrofaschismus. Unter anderem übernahmen die Frauen dabei Kurierdienste zwischen Goisern, Lauffen, Ischl und Ebensee, wodurch die verschiedenen illegalen Ortsgruppen im Salzkammergut in Kontakt bleiben konnten. Dieses Netzwerk blieb auch nach dem Anschluss Österreichs an das Deutsche Reich im März 1938 aktiv, obwohl die Nationalsozialisten solche kommunistische Zellen mit noch mehr Nachdruck verfolgten als zuvor der Ständestaat.
1941 kam es zu einer größeren Verhaftungswelle im Salzkammergut. Zuerst griff die Gestapo unter den OKA-Arbeitern des Bezirks Gmunden zu, unter denen sich der Goiserer Martin Langeder befand. Danach wurden zahlreiche Männer aus der Widerstandsbewegung in Bad Ischl verhaftet und in die Gefängnisse von Wels und Linz gebracht, darunter auch Alois Straubinger, Josef Filla, Raimund Zimpernik und ihr Mann Ferdinand Pesendorfer. Viele der unentdeckt gebliebenen Aktivisten wurden in der Folge jedoch zum Wehrdienst einberufen und mussten in die deutsche Wehrmacht einrücken. Dadurch wurden die Frauen immer mehr zur Stütze der Widerstandsbewegung.
1942 gelang es Alois Straubinger und Karl Gitzoller, aus dem Gefängnis zu flüchten und im Salzkammergut unterzutauchen. Damit begann eine neue Phase der Widerstandsbewegung, deren Hauptaufgabe es von nun an war, die von der Gestapo gesuchten Männer zu verstecken und mit Nahrung und Waffen zu versorgen. Im Herbst 1942 organisierte sie für Karl Gitzoller ein Versteck in der leerstehenden „Villa Waldhütte“, in der sie gerade als Putzfrau beschäftigt war. Resi Pesendorfer selber wurde im Jahr 1942 kurzzeitig von der Gestapo verhaftet. Da sie aber im Verhör konsequent alle Anschuldigungen leugnete und darüber hinaus keine Beweise vorlagen, wurde sie kurze Zeit später wieder freigelassen. Sie ließ sich dadurch aber nicht einschüchtern und knüpfte in der folgenden Zeit sogar Kontakte zu Widerstandsgruppen im Salzburgerischen. Gemeinsam mit Agnes Primocic und anderen Frauen aus Hallein gelang es ihr am 23. Oktober 1943, dem im dortigen KZ-Außenlager inhaftierten Sepp Plieseis zur Flucht zu verhelfen.

## Unterstützung der Gruppe Willy-Fred
Sepp Plieseis wurde daraufhin zum wichtigsten Organisator des Widerstands in der Region um Bad Ischl, und sein Deckname „Willy“ wurde schnell zum Synonym für die gesamte Gruppe. Später wurde dieser Deckname in „Fred“ geändert, weshalb sich in der Geschichtsforschung heute der Name „Willy-Fred“ eingebürgert hat. Die Zahl der untergetauchten Männer stieg in der Folge stark an, da viele vom Fronturlaub nicht mehr zurück in den Krieg wollten und lieber das Risiko der Verfolgung auf sich nahmen. Dadurch wurde es jedoch immer schwieriger, sichere Quartiere für die Untergetauchten zu finden, und so errichtete Sepp Plieseis einen geheimen Unterschlupf im Gebirge, der als „Igel“ bekannt wurde. Das Frauennetzwerk im Tal, darunter vor allem Resi Pesendorfer, Marianne Feldhammer und Leni Egger, kümmerte sich daraufhin um die Versorgung der Männer mit Lebensmitteln, aber auch mit Waffen und Munition. Dies war jedoch ebenfalls mit einem hohen Risiko verbunden, da alleine schon die Lagerung von illegal geschlachteten Fleisch streng bestraft wurde. Den Frauen gelang es jedoch, die bis Ende 1944 bereits auf 500 Personen angewachsene Gruppe mit dem Notwendigsten zu versorgen und dabei unerkannt zu bleiben.

## Zeitzeugin
Die Rolle der Frauen im Widerstand gegen den Nationalsozialismus wurde lange Zeit sowohl von der Politik als auch von der Geschichtsforschung ignoriert. Im Gegensatz zu einigen männlichen Kollegen aus dieser Zeit schrieb Resi Pesendorfer keine Autobiografie und lebte nach dem Krieg ein eher unauffälliges Leben in Bad Ischl und später in Ebensee. Sie engagierte sich jedoch aktiv im KZ-Verband und im Bund Demokratischer Frauen und übernahm Funktionen für die lokale Ortsgruppe der KPÖ. Im Jahr 1985 drehte die Filmemacherin Ruth Beckermann einen kurzen Dokumentarfilm über den Widerstand im Salzkammergut, bei dem sie auch die damals 83-jährige Resi Pesendorfer sowie Maria Plieseis – die Frau von Sepp Plieseis – und Leni Egger interviewte. In diesem Film mit dem Titel Der Igel spricht Resi Pesendorfer selbst über ihre Tätigkeit im Widerstand im Salzkammergut, bei dem sie eine der Schlüsselrollen gespielt hatte. Ihre eigene Motivation dazu erklärt sie, im Salzkammergütler Dialekt sprechend, wie folgt:

„Ausgãnga is's åwa schã vu da Boatai, åwa es is auf õamåi neamt mea då gwén und i hã mi håid ãgnuma drum. I hã mi ãgnuma drum und hã ma denkt, jå dés muast dõa, dés muast dõa! Néd? Wia da Gitzoller ãglaufn is bai mia - jå i mua'n ghåidn. Ea håd's gwist, i bin a ãndre åis wia dé ãndan, néd. Drum is a kema, néd?“

Am 31. Oktober 1989 starb Resi Pesendorfer 87-jährig. Sie war Mutter eines Sohnes.

## Ehrungen

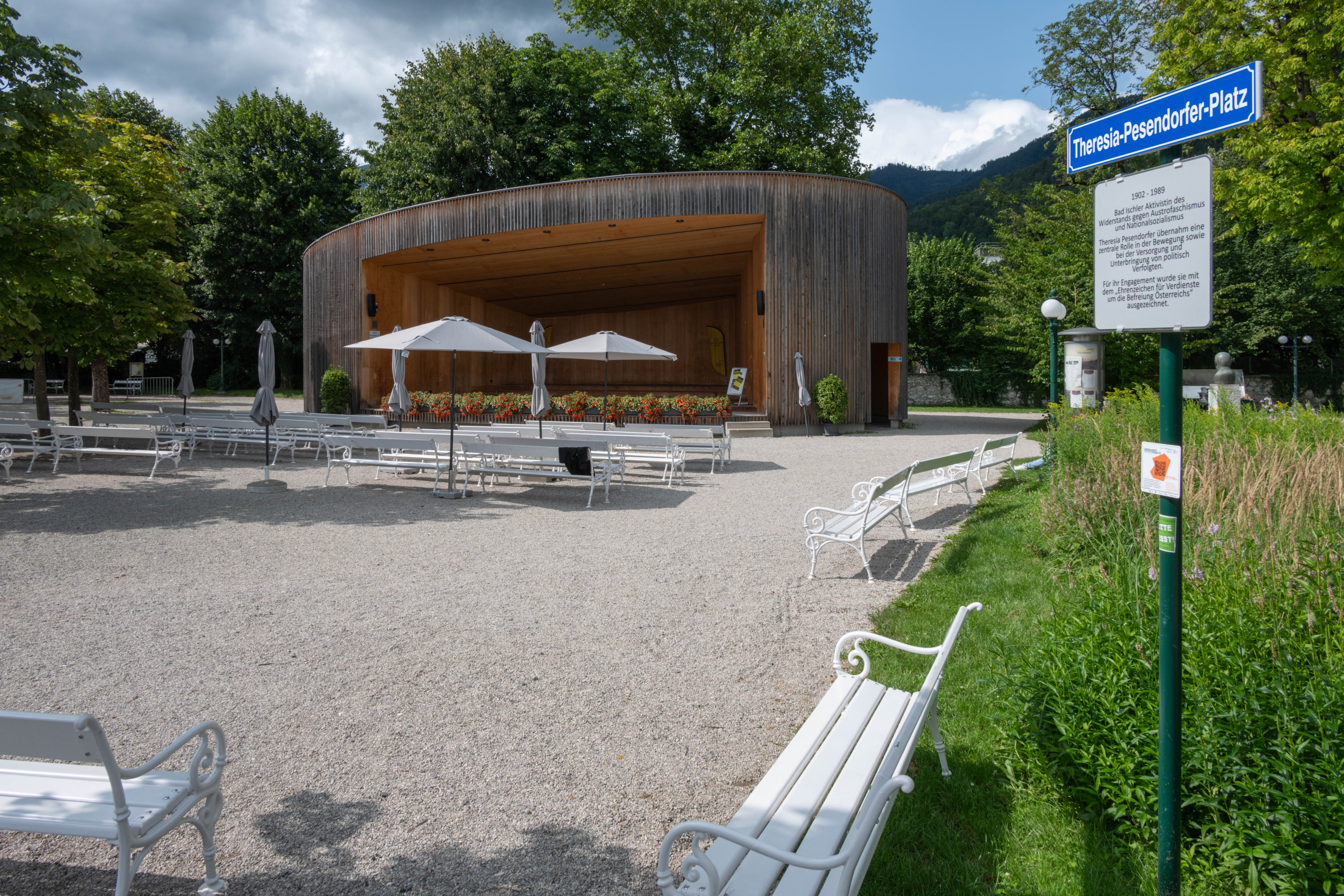
Theresia-Pesendorfer-Platz in Bad Ischl (2024)

- Ehrenzeichen für Verdienste um die Befreiung Österreichs[1][2]
- Theresia-Pesendorfer-Platz. Benennung eines Platzes im Bad Ischler Kurpark nach Resi Pesendorfer im Rahmen der Kulturhauptstadt Europas Bad Ischl Salzkammergut 2024.[3]

## Künstlerische Auseinandersetzung
- Teile ihrer Biografie hat der Schriftsteller Franzobel in sein Theaterstück „Hirschen“ einfließen lassen, das die Widerstandsgruppe „Willy-Fred“ behandelt. Gerade bei der Figur der Resi Pesendorfer hat der Autor aber die künstlerische Freiheit voll ausgeschöpft und etwa eine Romanze dazu erfunden, für die es keinerlei Hinweise aus den historischen Quellen und Zeitzeugeninterviews gibt.
- „Resi Pesendorfer ... dass man nicht ganz umsonst auf der Welt ist.“ Ein weltliches Oratorium von Heinz Oliver Karbus mit Bildern von Ferdinand Götz, Verlag Plag dich nicht, Bad Ischl, 2021, ISBN 978-3-9503993-3-2.[4]